# Dmitrij Aleksandrovič Zubov
Conte Dmitrij Aleksandrovič Zubov, (in russo: Дмитрий Александрович Зубов) (17 maggio 1764 – 14 febbraio 1836), è stato un ufficiale russo.

## Biografia
Era il figlio del senatore Aleksandr Zubov (1727-1795), e di sua moglie, Elizaveta Vasil'evna Voronova (1742-1813). 
A differenza dei suoi fratelli e sorelle, egli non era interessato agli intrighi di corte.
Servi nel reggimento di cavalleria raggiungendo il grado di maggiore generale. Nel 1793 venne nominato conte. Visse a Mosca, dove nel 1806 si occupava nel settore del commercio nelle province di Mosca e San Pietroburgo.
Massone, nel 1810 fu membro della Loggia degli "Amici riuniti" col settimo grado, di Eletto, fu pure membro della Loggia "Pietro alla Verità", nel 1816 fu Maestro aggiunto della Loggia  "Le tre torce", nel 1817     fu membro del Capitolo della "Fenice" e nel 1818-1819 fu eletto membro d'onore della Loggia degli "Amici riuniti".

## Matrimonio
Sposò, il 25 febbraio 1790, la principessa Praskov'ja Aleksandrovna Vjazemskaja (1772-1835), figlia di Aleksandr Alekseevič Vjazemskij. Ebbero sei figli:
- Elizaveta Dmitrievna (1790-1862), sposò Georg Andreas von Rosen, ebbero sei figli;
- Aleksandr Dmitrievič (1792-1798);
- Varvara Dmitrievna (1799-?), sposò Pavel Petrovič Suchtelen;
- Nikolaj Dmitrievič (1801-1871), sposò la contessa Aleksandra Gavrilovna Raymond-Moden;
- Ekaterina Dmitrievna (1801-1821), sposò Andrej Ivanovič Paškov;
- Anna Dmitrievna, sposò il conte Knut.

## Morte
Morì il 14 febbraio 1836.